# Пети, Клод
Клод Пети (фр. Claude Petit; 1763—1809) — французский военный деятель, бригадный генерал (1803 год), барон (1809 год), участник революционных и наполеоновских войн.

## Биография
Начал военную карьеру 22 сентября 1780 года в пехотном полку Оверня (будущий 17-й линейный). Служил с 1781 по 1784 годы на Мартинике. В 1784 году стал капралом, в 1785 году – сержант-инструктор. 12 сентября 1790 года вышел в отставку.
22 ноября 1790 года стал командиром легиона в своём департаменте, а также отвечал за обучение Национальной гвардии своей коммуны. 22 августа 1792 года возглавил 3-й батальон волонтёров департамента Сона и Луара. Служил в составе Рейнской армии. Участвовал в сражениях при Висамбуре, при переправе через Рейн и при Иннштадте. 17 сентября 1796 года в сражении при Кемптене под ним была убита лошадь, и Пети попал в плен.
После пятнадцати месяцев плена он вернулся во Францию в декабре 1797 года. С 1798 года по 1799 год служил в составе французского гарнизона Ионических островов. Сперва служил на острове Леван, затем был частью гарнизона Корфу. Был ранен пулей в левое бедро при Бутринти с 9 по 10 октября 1798 года. 22 октября 1798 года произведён генерал-комиссаром Ионических островов Дюбуа в полковники, и назначен командиром 79-го полка линейной пехоты.
1 апреля 1800 года назначен Первым консулом командующим департамента Рона. 16 июля 1801 года назначен командиром 37-го полка линейной пехоты в составе Армии Португалии.
29 августа 1803 года произведён в бригадные генералы, и назначен командиром бригады 1-й пехотной дивизии генерала Биссона в военном лагере Брюгге. 2 марта 1805 года переведён командиром 1-й бригады 3-й пехотной дивизии генерала Гюдена. Принимал участие в кампаниях 1805, 1806, 1807 и 1809 годов. Ранен в сражении под Ауэрштедтом, отличился при осаде крепости Кюстрин, в сражениях при Пултуске и Эйлау. Убит 3 июня 1809 года в возрасте 46 лет во время атаки моста в Пресбурге.

## Воинские звания
- Командир батальона (22 августа 1792 года);
- Полковник (22 октября 1798 года, утверждён в чине 15 июня 1801 года);
- Бригадный генерал (29 августа 1803 года).

## Титулы
- Барон Пети и Империи (фр. baron Petit et de l'Empire; декрет от 19 марта 1808 года, патент подтверждён 15 января 1809 года)[1].

## Награды
Легионер ордена Почётного легиона (11 декабря 1803 года)
 Коммандан ордена Почётного легиона (14 июня 1804 года)
 Кавалер саксонского военного ордена Святого Генриха (апрель 1809 года)